# Satellietnavigatie

Animatie met de banen van de GPS-satellieten en het aantal satellieten waarmee een ontvanger een directzichtverbinding heeft.

Satellietnavigatie is een vorm van radionavigatie waarbij gebruik wordt gemaakt van satellieten. In de jaren zestig werd het eerste satellietnavigatiesysteem ontwikkeld, Transit, een systeem van de Amerikaans marine, waarmee schepen wereldwijd, onafhankelijk van weersomstandigheden, hun plaats konden bepalen. Tegenwoordig zijn er meer systemen, waaronder GPS (VS), Galileo (EU), GLONASS (Rusland) en Beidou (China).
Een systeem dat wereldwijde dekking heeft, wordt ook wel aangeduid als GNSS of global navigation satellite system.

## Werking
De radiozenders bevinden zich bij satellietnavigatie niet op aarde, zoals bij andere vormen van radionavigatie als Loran en Decca, maar in satellieten. Er zijn dan ook een aantal overeenkomsten, maar ook de nodige verschillen.

### Frequentie
Zo wordt bij aardse systemen veelal gebruikgemaakt van hoog vermogen op lage frequentie (LF), terwijl de satellieten op laag vermogen een signaal van zeer hoge frequentie (UHF) uitzenden. Ontvangst is dan ook alleen mogelijk als er een directzichtverbinding is. Daarom zal men in de bergen slechts een zestal satellieten zien, en op het platteland minstens twaalf. In tunnels zal het gps-signaal tijdelijk compleet wegvallen, wat de navigatie tijdelijk onmogelijk maakt. Er zijn ten minste vier satellieten nodig om een nauwkeurige plaatsbepaling mogelijk te maken.

### Baan
Een ander verschil is dat de zenders zich voortbewegen. De baan van een satelliet, de keplerbaan, is bij benadering bekend bij ontvangers, maar er is sprake van baanafwijkingen doordat de massa van de aarde en daarmee de zwaartekrachtspotentiaal niet homogeen verdeeld is, en door baanverstoringen. Baanverstoringen treden op door excentrische zwaartekracht, de zwaartekracht van andere hemellichamen, atmosferische weerstand, zonnewinddruk, magnetische krachten en variërende zwaartekracht door getijdenwerking en het getijde op de aarde zelf. Het satellietsignaal bevat dan ook een boodschap met daarin de baangegevens.

### Datum
Met astronavigatie, traagheidsnavigatie en Omega waren er al eerder manieren om wereldwijd de positie te bepalen. De positienauwkeurigheid van satellietnavigatie is echter aanmerkelijk beter, wat het noodzakelijk maakte om een wereldwijde geodetisch datum te gebruiken.

### Differentiaalcorrecties

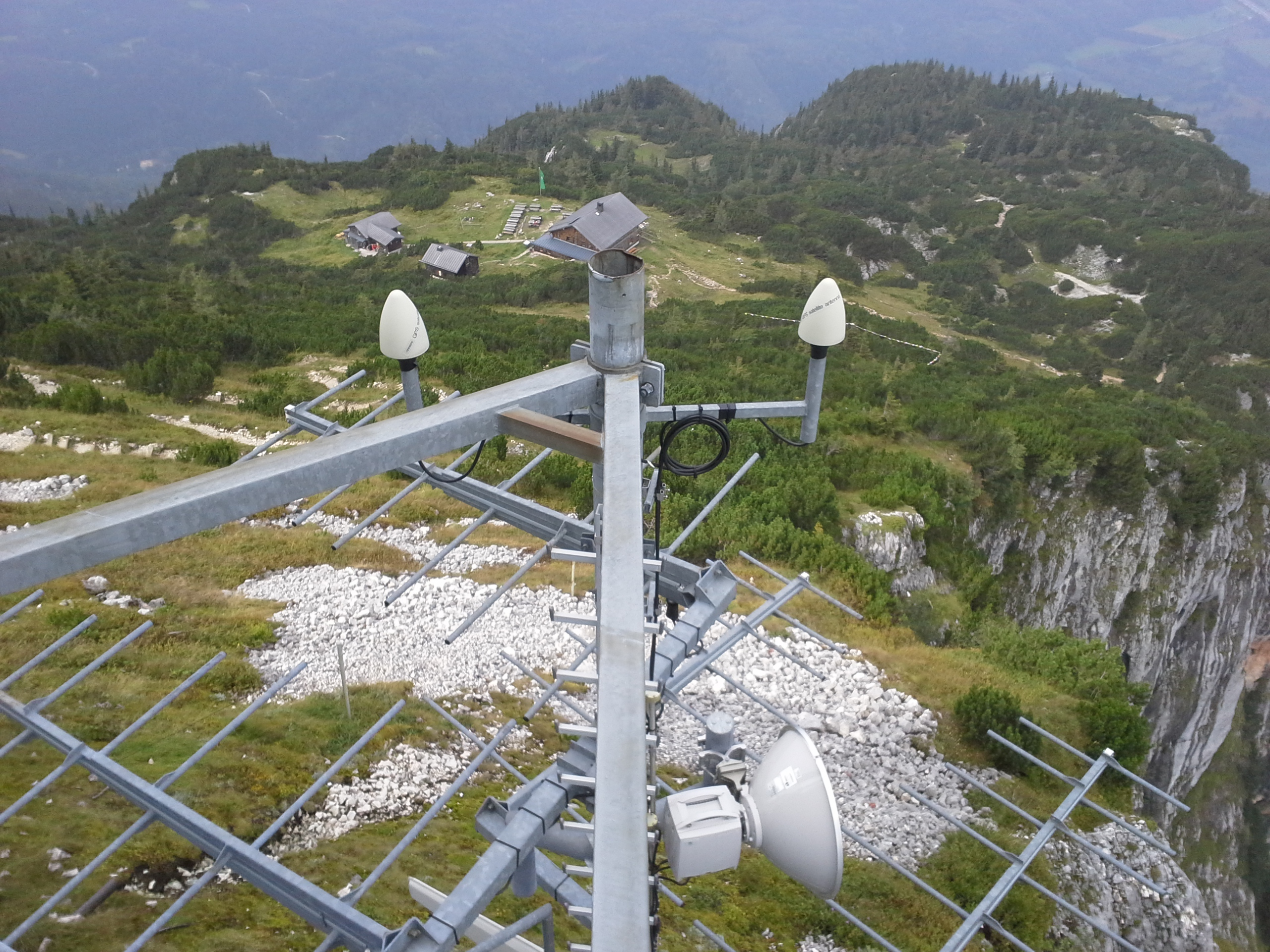
Salzburg grondsatellietantenne

Om lokaal de positienauwkeurigheid te verhogen, wordt wel gebruikgemaakt van differentiaalcorrecties waarbij grondstations de verkregen positie vergelijken met de werkelijke positie. De gevonden correcties worden vervolgens uitgezonden, zodat andere ontvangers deze toe kunnen passen om een hogere nauwkeurigheid te verkrijgen, zolang zij gebruikmaken van dezelfde satellieten als de grondstations en de atmosferische storingen vergelijkbaar zijn.

## Toepassingen
Met de ontvanger kan overal op aarde een nauwkeurige plaatsbepaling uitgevoerd worden. Dit kan uitgedrukt worden in coördinaten zoals de lengte- en de breedtegraad of in Rijksdriehoekscoördinaten (Nederland) of Lambertcoördinaten (België).
Tevens kan de hoogteligging van een punt bepaald worden. Sommige toestellen houden er echter geen rekening mee dat er een 40-tal meters in mindering moet worden gebracht omdat de gps de hoogte berekent ten opzichte van een (fictieve) referentie-ellipsoïde die dus lager ligt dan de lokale geoïde. Voor een exacte hoogtemeting moet worden afgestemd via geodetische controlepunten.

### Landmeten
Voor landmeten is de absolute nauwkeurigheid van een meting met behulp van satellietplaatsbepaling aan de lage kant (een fout van meerdere meters), maar metingen van positieverschillen ten opzichte van bekende punten behalen een grotere nauwkeurigheid. Landmeters gebruiken het dan ook om posities te meten. De grote absolute fout kan geneutraliseerd worden door een punt waarvan de coördinaten bekend zijn (bijvoorbeeld omdat deze door een geografische instantie bijgehouden wordt) te meten, en de satellietmetingen hieraan aan te passen.

### Routenavigatie
De berekende positie kan gecombineerd worden met een elektronische atlas van bijvoorbeeld wegen of vaarroutes tot een routenavigatiesysteem. Het is mogelijk om gidssoftware in auto's, schepen en vliegtuigen te installeren, die de exacte plaats op een kaart aangeeft en, op basis van die kaart, aanwijzingen kan geven over de te volgen koers. In geval van beweging krijgt het systeem bij herhaalde metingen bovendien een kompasfunctie. Er zijn ook systemen die gebruikmaken van twee gps-ontvangers, waarvan de onderlinge positie exact bekend is. In dat geval is geen beweging nodig voor de kompasfunctie. Overigens moet op zee en in de lucht onderscheid gemaakt worden tussen echte richting en de voorliggende koers, door de invloed van stroming (schepen) en wind (schepen en vliegtuigen).
Men kan een te volgen route van tevoren uitstippelen, door het in een gps-ontvanger invoeren van coördinaten van zogeheten waypoints (punten waar men achtereenvolgens langs moet komen). De gps-ontvanger geeft dan een indicatie van de richting die men moet volgen naar het volgende waypoint en geeft een signaal wanneer men dat waypoint bereikt heeft. Er is dan, althans in theorie, verder geen kaart nodig. Ook kan men de plaats waar men is opslaan, zodat men deze weer terug kan vinden.
De Luchtverkeersleiding Nederland maakt sinds augustus 2021 gebruik van satellietnavigatie bij het aanvliegen voor de landing. Dit werkt nauwkeuriger dan de tot dan toe gebruikte navigatiebakens. Daardoor kan men gelijkmatiger dalen en beter om woongebieden heen vliegen, beide met minder geluidsoverlast als gevolg. De navigatiebakens blijven in gebruik als back-up en voor vliegtuigen die niet beschikken over satellietnavigatie.
Bij positiebepaling van treinen is gps niet nauwkeurig genoeg om te bepalen op welk spoor de trein rijdt.

### Geocaching
Geocaching is een buitensport en -spel, waarbij gebruik wordt gemaakt van een gps-ontvanger om ergens ter wereld een schat, de zogenaamde geocache te vinden.

### Automatische JPEG EXIF-codering
De meeste smartphones bevatten een gps-module en een camera. Het is dan ook handig om JPEG-foto's automatisch te voorzien van EXIF-tags die de exacte coördinaten en de hoogteligging van de camera vastleggen. Wat typisch nog ontbreekt is de registratie van het azimut, wat nog handiger zou zijn bijvoorbeeld voor panoramafoto's

### Precieze tijdmetingen
Sommige gps-ontvangers kunnen ook dienstdoen als nauwkeurige klok. Alle satellieten sturen immers de exacte UTC-tijd door. Onnauwkeurige satellieten worden (tijdelijk) uitgeschakeld, en vervangen door een reservesysteem.

## Geschiedenis

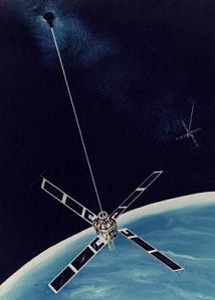
Transit satelliet

Voor plaatsbepaling midden op de oceaan was men na de Tweede Wereldoorlog nog steeds aangewezen op astronomische navigatie, doordat een systeem als LORAN-C een bereik heeft van maximaal 1000 zeemijl. Andere systemen, zoals DECCA hadden een nog kleiner bereik.

### Transit
In 1960 lanceerde de Amerikaanse marine het systeem TRANSIT of NAVSAT (Navy Navigation Satellite System). Dit maakte gebruik van het dopplereffect om de positie te bepalen. Het nadeel van dit systeem was dat de positie slechts eens in de paar uur kon worden bepaald. Een constellatie van vijf satellieten was voldoende voor een wereldwijde dekking. Normaal gesproken had elke satelliet een back-up, zodat er tien rondcirkelden. In 1996 werd het systeem buiten bedrijf gesteld, overbodig geworden door de komst van GPS.

### Parus/Tsikada
Het antwoord van de Sovjet-Unie op Transit was het Tsyklon-systeem. Lanceringen begonnen in 1967. In 1978 waren er al 29 satellieten in de ruimte gebracht. Het systeem haalde echter niet de vereiste nauwkeurigheid en is nooit in gebruik genomen. Het werd opgevolgd door Parus. Dit systeem werkt op een vergelijkbare manier als Transit. Sinds 1974 zijn er 93 satellieten gelanceerd voor Parus, al worden een aantal gebruikt voor communicatie. In 1976 werd het officieel in gebruik genomen. Voor civiele toepassingen werd het Tsikada systeem in 1979 in gebruik genomen. Beide systemen zijn nog steeds operationeel, ondanks de komst van GLONASS.

## Moderne systemen
|                           | Gps                                                             | GLONASS                                                         | Galileo                                               | Beidou                                 |
| ------------------------- | --------------------------------------------------------------- | --------------------------------------------------------------- | ----------------------------------------------------- | -------------------------------------- |
| Totaal aantal satellieten | min. 24 + 3                                                     | 24                                                              | 27 + 3                                                |                                        |
| Satellieten per baan      | 4                                                               | 8                                                               | 10                                                    |                                        |
| Aantal banen              | 6                                                               | 3                                                               | 3                                                     |                                        |
| Afstand tussen de banen   | 60°                                                             | 120°                                                            | 120°                                                  |                                        |
| Omlooptijd                | 11 uur 58 minuten                                               | 11 uur 15 minuten                                               | 14 uur 22 minuten                                     |                                        |
| Hoogte                    | 20 200 km                                                       | 19 100 km                                                       | 23 616 km                                             |                                        |
| Max. geografische breedte | 55°                                                             | 60°                                                             | 60°                                                   |                                        |
| Inclinatie                | 55°                                                             | 64°8'                                                           | 56°                                                   |                                        |
| Frequenties               | L1: 1575,42 MHz L2: 1227,60 MHz L5: 1176,45 MHz (modernisering) | L1: 1600 MHz L2: 1250 MHz L3: 1200 MHz was satellietafhankelijk | E1: 1559-1592 MHz E5: 1164-1215 MHz E6: 1215-1300 MHz | B1: 1570 MHz B2: 1210 MHz B2: 1270 MHz |
| Modulatie                 | CDMA                                                            | CDMA was FDMA                                                   | CDMA                                                  |                                        |
| Coördinatensysteem        | WGS 84                                                          | PZ90.02                                                         | GTRF                                                  |                                        |
| Referentietijd            | GPS-tijd = TAI − 19 seconden                                    | UTC + 3 uur                                                     | TAI                                                   |                                        |

### GPS
Vanaf 1978 begon het Amerikaanse ministerie van defensie satellieten te lanceren voor het NAVSTAR GPS (Navigation Signal Timing and Ranging Global Positioning System), beter bekend als GPS. Hierbij worden de pseudoranges gemeten tot de satellieten. De positie ligt theoretisch op de snijding van denkbeeldige bollen rond de satellieten. De straal van deze bollen is gelijk aan de tijd tussen het zenden en ontvangen, vermenigvuldigd met de snelheid van het licht.
Voor toepassingen die grotere nauwkeurigheid vereisen dan mogelijk is met GPS – normaal tussen 5 en 15 meter – wordt met behulp van differential GPS de nauwkeurigheid verbeterd. Er zijn verschillende methodes, sommige met een nauwkeurigheid van enkele millimeters, zoals RTK, al is dit door het beperkte bereik niet geschikt voor navigatie. Een modern DGPS-systeem is ontwikkeld door de Technische Universiteit te Delft onder de naam Eurofix (2004). Hierbij wordt het correctiesignaal verzonden door Loran-C-stations. Het correctiesignaal wordt gemoduleerd op het Loran-C-signaal. Voordeel hierbij is redundantie, doordat er ook nog gewoon genavigeerd kan worden op enkel het Loran-C-signaal. Voor gebruik in Dynamic Positioning wordt vaak gebruikgemaakt van commerciële DGPS van bedrijven als Fugro die differentiaalsignalen versturen via een satelliet, wat het mogelijk maakt om meerdere referentiestations te combineren.

### GLONASS
De Russische versie van GPS is GLONASS. Vanaf 1982 werd begonnen met de lancering van de satellieten. Door de economische malaise werd het sterk verwaarloosd, waardoor het niet gebruikt kon worden voor navigatie. Bij het aantrekken van de economie is in 2007 GLONASS nieuw leven ingeblazen. Vanaf 2009 is het systeem weer volledig operationeel.

### Galileo
Galileo is het Europese antwoord op GPS en zou in 2019 operationeel moeten zijn. De nauwkeurigheid wordt vergelijkbaar met GPS, terwijl de commerciële variant een nauwkeurigheid van minder dan een meter zou moeten hebben. In combinatie met grondstations zou de nauwkeurigheid minder dan 10 centimeter kunnen worden.

### EGNOS
In de aanloop naar Galileo werd in juli 2005 begonnen met EGNOS (European Geostationary Navigation Overlay Service). Het maakt gebruik van drie Inmarsat geostationaire satellieten en een aantal grondstations. Het verbetert de nauwkeurigheid van de positie die verkregen wordt via GPS tot 5 meter. Vergelijkbare systemen zijn WAAS en LAAS in de Verenigde Staten en MSAS in Japan. China heeft drie satellieten in een geostationaire baan rond de aarde. Dit systeem zou op dezelfde manier werken als EGNOS en WAAS.